# Юдановка (деревня, Москва)
Юдановка — деревня в Троицком административном округе Москвы (до 1 июля 2012 года была в составе Подольского района Московской области). Входит в состав района Вороново.

## Население
| 1926 | 2002 | 2006 | 2010 |
| ---- | ---- | ---- | ---- |
| 140  | ↗151 | ↘149 | ↗174 |

Согласно Всероссийской переписи, в 2002 году в деревне проживал 151 человек (66 мужчин и 85 женщин). По данным на 2005 год в деревне проживало 149 человек.

## География
Деревня Юдановка расположена примерно в 62 км к юго-западу от центра Москвы. Ближайшие населённые пункты — село Покровское и посёлок ЛМС. Рядом с деревней проходит автодорога «Подольск — А101».

## Достопримечательности
В деревне Юдановка находится церковь Покрова Пресвятой Богородицы, построенная в 1722—1728 годах на средства И. Р. Стрешнева. Храм относится к стилю петровское барокко. В 1862—1865 годах церковь перестраивалась, была построена колокольня. В конце 1930-х годов церковь была закрыта и приспособлена под мастерские. Вновь открыта в 1990-х годах, проведены реставрационные работы. Покровская церковь является памятником архитектуры федерального значения.

## История
Село Покровское и деревня Юдановка ранее были одним населённым пунктом. Название Юдановка появилось при советской власти.